# Ottsjö
Ottsjö är en småort som ligger i Undersåkers distrikt (Undersåkers socken) i Åre kommun i Jämtland, 30 km från Åre samt 20 km från den välkända turistanläggningen Vålådalen. Orten ligger mellan Ottfjället och Hållfjället och har ca 160 bofasta invånare och nära 500 fritidshus. I anslutning till byn är Ottsjön belägen på en höjd av 494 m ö havet, känd för det goda fisket, de många och långa sandstränderna samt Ridvadet. Vadet 500 m långt går tvärs över sjön från Ottsjö och mot Fångåmon. Historiskt utgjorde vadet en viktig del av kurirleden mellan Eda skans och Duved skans, idag ett populärt utflyktsmål särskilt under varma sommardagar.

## Historia
Ottsjö är en by med anor från stenåldern. Ottsjö har flest ödesbölen, det vill säga övergivna boplatser, i Undersåker. Av det så kallade "Ottsjöbrevet" år 1374, framgår att både hegre och sjö legat öde länge, antagligen sedan digerdöden. När första odlaren blev bofast vet ingen.
23 år senare, 1410, fanns en ny ottsjöman, Ottar i Ottarsjö, som liksom ett antal andra jämtar anges som borgensmän för säkerhet åt drottning Margaretas skatteintäkter. Skatten erlades i hermelinskinn.
1833 uppläts 8 kappland kallat Valbo till Erik Nilsson i Ottsjö, där han fick tillstånd att utföra ett nybygge. Omkring 1900 återköpte kronan fastigheterna som införlivades i kronans renbetesland. De gamla ägarna fick dock arrendera gårdarna.

### Sjöregleringsstriden på 1950-talet
År 1950 ansökte AB Storboforsen om att anlägga ett vattenkraftverk, som kunde tillgodogöra sig fallhöjden mellan Håckren och Ockesjön samt reglering av Håckren inklusive Ottsjön. I nära sju år rasade en strid om vattenreglering, när myndigheterna tänkte dämma upp Ottsjön och de nedersta gårdarna skulle inköpas mot skälig ersättning. 
Två år senare, 1952, meddelade vattendomstolen tillstånd till att uppföra kraftverket samt verkställa rensningar mellan sjöutloppet och dammen. I regleringsfrågan medgav vattendomstolen att Ottsjön reglerades 5 meter jämfört med ansökta 7 meter. Domen överklagades av den naturvårdsmedvetne målsäganden och dåvarande ägaren till Högfjällshotellet i Ottsjö, Sigfrid Eckerhorn. Han hade då även en viss hemmaopposition emot sig, som vägde bevarandet av Ottsjöns höga natur- och fiskevärden lägre än de hägrande ersättningarna från kraftverksbyggarna. Vattenöverdomstolen förklarade dock i mars 1953 domen som formellt fel och återförvisade ärendet till vattendomstolen. Eckerhorn engagerade sig ytterligare i ärendet, ett tungt åtagande som leder till överansträngning och hans för tidiga död. Under tiden vaknade folkopinionen mot en reglering av Ottsjön. 1954 gjordes en opinionsundersökning, där 100 procent av invånarna sade nej till regleringen. Aktionen mot regleringen engagerade inte bara ortsborna utan även en rad författare med Albert Viksten i spetsen. Den 16 juli 1954 lämnade Mellanbygdens vattendomstol avslag på ansökan om Ottsjöns reglering. 1954 avgjorde vattenöverdomstolen målet till Ottsjöbornas fördel. Domen överklagades dock av sökanden. Nu tillsattes en kampgrupp för att rädda Ottsjön och man hemställde bland annat om att få Ottsjön fridlyst med Ridvadet som unikt naturminnesmärke. Vattenöverdomstolen avslog en senare ansökan och fastställer i november 1956 vattendomstolens dom om avslag till reglering av Ottsjön, varefter dammbygget lades ner. Denna dom överklagades inte av sökanden. 

### Ottsjö idag
Byn har en positiv befolkningsutveckling. Besöksnäringen är en viktig förutsättning för detta. Småföretag erbjuder hundspannsturer, ridverksamhet, snöskovandring, båtuthyrning mm. Sedan flera år arrangeras i månadsskiftet juli och augusti den mycket uppskattade tävlingen Fjällmaraton med flera tusen deltagare. I byn finns även flera hantverkare verksamma med byggnadsverksamhet, ett åkeri, en helårsöppen dagligvarubutik samt hotellanläggningar. Den starka befolkningstillväxten har även resulterat i att det numera även finns förskola i Ottsjö med 20 barn. I området har man sedan lång tid ett omfattande system för vandrings- och skidleder med uppskattade utflyktsmål som Ytterstvallens fäbod, Hållvallens fäbod, Bottenvallens fäbodar, Hållfjällets turiststation, de närbelägna fjälltopparna Ottfjället, Hållfjället, Grofjället, Välliste samt Kläpphögarna. Tidigare var jordbruket med husdjursskötsel den viktiga basnäringen. De öppna hagmarker i södersluttningen ner mot Ottsjön är efter flera års förfall nu restaurerade och idag betar åter nötkreatur, får och hästar i dessa hagar. Resultatet har återgivit Ottsjö de vackra och vidsträckta vyer som så många uppskattar.